# Antoni Bielawski
Antoni Bielawski (ur. 2 stycznia 1919 w Lipnikach na Wołyniu, zm. 4 lipca 1997 w Gdańsku) – uczestnik II wojny światowej w szeregach Armii Czerwonej i ludowego Wojska Polskiego, funkcjonariusz aparatu bezpieczeństwa PRL.

## Życiorys
W 1937 skończył gimnazjum w Równem. Członek Związku Strzeleckiego i Polskiej Macierzy Szkolnej. W czasie II wojny światowej był żołnierzem Armii Czerwonej i armii Berlinga. Służył w 1 Warszawskiej Dywizji Piechoty im. Tadeusza Kościuszki. Uczestnik bitwy pod Lenino. W 1944 skończył kurs NKWD w Kujbyszewie, następnie od 2 września 1944 był referentem Bezpieczeństwa Publicznego w Lublinie, a od 1 października 1944 PUBP w Otwocku. 28 października 1944 został p.o. szefem PUBP w Węgrowie, 6 czerwca 1945 - p.o. szefem PUBP w Ciechanowie, 1 marca 1947 p.o. szefem PUBP w Grójcu, 10 listopada 1948 p.o. szefem, a 15 sierpnia 1950 szefem PUBP w Kwidzynie.
31 stycznia 1951 zwolniony dyscyplinarnie za oszustwo finansowe w czasie wymiany waluty, a 31 maja 1951 skazany w Gdyni na 3 lata więzienia.
Był odznaczony trzema Srebrnymi Medalami Zasłużonym na Polu Chwały (w tym jednym za udział w bitwie pod Lenino, drugim za „walkę z bandami”, czyli polskim podziemiem niepodległościowym), Medalem za Warszawę 1939-1945, Medalem Zwycięstwa i Wolności 1945, Odznaką Grunwaldzką i Odznaką Kościuszkowską, radzieckim Medalem za Zwycięstwo nad Niemcami w Wielkiej Wojnie Ojczyźnianej 1941–1945.
Pochowany na Cmentarzu Łostowickim w Gdańsku.